# Pig City
Pig City è una serie televisiva canadese-francese d'animazione, prodotta da CinéGroupe nel 2002. La serie è andata in onda sul canale Teletoon a partire dal 1º settembre 2002 e consta di tre stagioni da 13 episodi ciascuna. In Europa, Medio Oriente e America Latina è stata trasmessa dalle reti Fox Kids e Jetix, finendo per approdare in Italia nel luglio 2005 su Jetix e in seguito su K2.
La serie vede protagonista un porcellino di campagna, Mikey, in giro per la città insieme ai suoi due cugini Martha e Reggie.

## Episodi

### Prima stagione
1. Wag the Hog
2. Taking care of Bacon
3. Pork Barrel Politics
4. Hogtied
5. Mr. Mikey
6. Madness Meteorite
7. And 'the principal
8. Marta and the Razorbacks
9. Porkstars
10. Raising a Stink
11. Pigmalion
12. Honey Mommy
13. Pork Up the Volume

### Seconda stagione
1. Motivational Ham
2. Bachelor Daze
3. Coming to Grips
4. Family Plot
5. Driven
6. Dear Marta
7. The Hogfather
8. Pork n 'Screams
9. Christmas Ham
10. Reggie vs. His brain
11. Headcheese Class
12. Capitalist Pig
13. Pig in Japan

## Doppiaggio
| Personaggio   | Doppiatore originale | Doppiatore italiano |
| ------------- | -------------------- | ------------------- |
| Mikey         | Thor Bishopric       | Nanni Baldini       |
| Martha        | Emma Campbell        | Rachele Paolelli    |
| Betty         | Lindsay Abrahams     | Barbara De Bortoli  |
| Reggie        | Philip Lemaistre     | Fabrizio Vidale     |
| Trish         | Jennifer Seguin      | Antonella Rinaldi   |
| Bob           | Teddy-Lee Dillion    | Simone Crisari      |
| Brian         | Michael Yarmush      | Davide Perino       |
| Dave          | Matt Holland         | Vittorio Amandola   |
| Stig          | Ricky Mabe           | Corrado Conforti    |
| Bonnie        |                      | Laura Cosenza       |
| De Grugnis    |                      | Ambrogio Colombo    |
| Don Capocollo |                      | Dario De Grassi     |
| Gregory Speck |                      | Saverio Indrio      |
| Johnny        |                      | Maurizio Reti       |
| Lardez        | Harry Standjofski    | Carlo Reali         |
| Link          | Brett Watson         | Gino Manfredi       |
| Patrick       |                      | Francesco Pezzulli  |
| Porkstrong    |                      | Teo Bellia          |
| Struttez      |                      | Dante Biagioni      |